# Janneke Schopman
Johanna Dorotheo Maria Schopman (Haarlem, 26 de abril de 1977), conocida como Janneke Schopman, es una exjugadora neerlandesa de hockey sobre césped.

## Trayectoria
Schopman tuvo su primera participación olímpica en Atenas 2004. En el torneo derrotó a Argentina en semifinales, pero perdió la final ante Alemania y obtuvo la medalla de plata. En Pekín 2008 llegó a su segunda final consecutiva y ganó la medalla de oro al vencer a China en la final.